# Pierre Coquand
Pour les articles homonymes, voir Coquand.
 (juillet 2025).
Si vous disposez d'ouvrages ou d'articles de référence ou si vous connaissez des sites web de qualité traitant du thème abordé ici, merci de compléter l'article en donnant les références utiles à sa vérifiabilité et en les liant à la section « Notes et références ».
Pierre Coquand, né le 26 juin 1932 à Alger, est un ancien joueur et dirigeant français de volley-ball. Il a été international français de 1950 à 1963, assurant le capitanat de l’équipe nationale pendant six ans, de 1957 à 1962.
Figure emblématique du volley-ball français, il a marqué la discipline par sa carrière sportive d’international et par ses responsabilités fédérales.
Il dispute notamment le championnat du monde masculin de volley-ball 1952 en Union soviétique, le championnat du monde masculin de volley-ball 1956 en France et le championnat du monde masculin de volley-ball 1960 au Brésil, où les Français terminent respectivement sixièmes, septièmes et neuvièmes.
Il est nommé dans l'équipe de France du XXe siècle par l'Association des internationaux français de volley-ball (AIFVB).

## Biographie

### Jeunesse et débuts
Champion d'Alger Cadet, Pierre Coquand commence le volley-ball en 1948 au sein de l'équipe B du Groupement Sportif Alger-Hydra (GSAH), club où il évoluera durant toute sa carrière de joueur en Algérie.

### Carrière nationale
À la fin de la saison 1948-1949, Pierre Coquand rejoint les rangs de l’équipe première du GSAH, où il évolue aux côtés de plusieurs figures historiques de l’Olympique de Belcourt, champion de l’Union française.
Dès 1949, il devient passeur titulaire en Division d’Excellence du Championnat d’Alger senior. Après une saison d’absence en 1951-1952, consacrée à ses études à l’École nationale de filature et de tissage de Mulhouse — où il évolue brièvement au Football Club de Mulhouse — et à son service militaire, il reprend sa place au GSAH.
À partir de la saison 1953-1954, il occupe le double rôle de capitaine et entraîneur du club, fonction qu’il conservera jusqu’en 1964. Sous son capitanat, l’équipe remporte à plusieurs reprises le Championnat d’Alger et le Championnat d’Afrique du Nord, notamment en 1953-1954, 1955, 1956, 1957, 1958, 1959 et 1961. En 1956, il remporte également le titre de champion de l’Union française. En 1959, le club atteint la finale du Championnat de France, terminant vice-champion.
Après plus d’une décennie à la tête de l’équipe, Pierre Coquand se retire de la compétition nationale en 1964.

### Carrière internationale
Sélectionné pour la première fois en 1950 lors d’un stage de pré-sélection en Équipe de France B, Pierre Coquand dispute son premier match international en 1951 face à la Belgique. Cette même année, il devient champion d’Alger.
Il participe aux Championnats du Monde de Moscou en 1952, après une parenthèse due à ses études et à son service militaire, puis aux Championnats d’Europe de Bucarest en 1954. À partir de 1955, il est régulièrement sélectionné en Équipe de France A et joue aux Championnats du Monde de Paris en 1956.
De 1957 à 1962, il est capitaine de la sélection nationale, conduisant ses coéquipiers aux Championnats d’Europe de Prague en 1958 et aux Championnats du Monde de Rio de Janeiro en 1960.
En 1961, il reçoit le diplôme d’honneur de la Fédération française de volley-ball pour son parcours international et son rôle de capitaine. Il revient brièvement au capitanat pour encadrer la jeune Équipe de France lors d’une tournée au Sénégal, avant de mettre un terme à sa carrière internationale.
Pierre Coquand totalise environ 180 sélections en équipe nationale.

## Palmarès sportif
- 3 Championnats du Monde (1952, 1956, 1960)
- 2 Championnats d’Europe (1954, 1958)
- 1 Coupe du Monde
- 2 Tournois des trois continents
- 10 titres de Champion d’Alger ou d’Algérie (1950, 1951, 1953-1956, 1957, 1958, 1959, 1961)
- 4 titres de Champion d’Afrique du Nord (1953-1956)
- Vice-Champion de France (1959)
- Champion de l’Union française (1956)
- Trophée sportif de la Ville d’Alger (1957)[3]

## Engagement en tant que dirigeant sportif
Lors de la saison 1955-1956, Pierre Coquand entraîne le Racing universitaire d'Alger.
Après la fin de sa carrière de joueur international, il devient entraîneur du SMUC Volley à Marseille durant la saison 1972-1973, puis rejoint l’AS Cannes Volley-Ball, dont il préside le Directoire de 1988 à 1992. Sous sa direction, le club connaît une période de structuration et de développement.
En parallèle, il fonde en 1987 la Ligue promotionnelle de volley-ball (LPVB), qu’il préside jusqu’en 1989, avant de devenir président de la Ligue nationale de volley, qui succède à la LPVB, de 1996 à 2008. Il est également membre de la Commission d’aide et de contrôle des clubs professionnels de la Ligue nationale de volley de 2009 à 2012.
Pierre Coquand met fin à ses activités de dirigeant sportif en 2013.

## Distinctions
- Diplômé d’honneur de la Fédération française de volley-ball (1961)
- Grand prix de l’Association des Journalistes sportifs d’Alger (1957)
- Médaillé d’Or de la Jeunesse et des Sports (14 juillet 1988)
- Chevalier de l’Ordre des Palmes académiques (15 février 2006)[3]
- Chevalier de l'ordre national du Mérite pour 66 ans de services en 2013[5]
- Gloire du sport par la Fédération des internationaux du sport français (FISF) en 2023[6]